# Nationalpark Pollino
Der Nationalpark Pollino (italienisch: Parco Nazionale del Pollino) in Süditalien ist der größte italienische Nationalpark. Er wurde durch ein Dekret des Präsidenten Oscar Luigi Scalfaro vom 15. November 1993 eingerichtet. Im Jahr 2015 wurde die Region des Nationalparks mit dem Label UNESCO Global Geopark ausgezeichnet.

## Geographische Lage
Der Pollino-Nationalpark bedeckt eine Fläche von 192.565 Hektar und ist damit der größte Naturpark Italiens. Gleichzeitig zählt er zu den größten Naturschutzgebieten in Europa. Er erstreckt sich über zwei italienische Regionen:
- Region Basilikata
- Region Kalabrien

und drei italienische Provinzen:
- Cosenza
- Matera
- Potenza

Der Nationalpark umfasst die südlichsten Ausläufer der Apennin-Bergkette, das Pollino- und das Orsomarso-Massiv. Er reicht annähernd vom Tyrrhenischen Meer im Westen bis zum Ionischen Meer im Osten. Auf dem Gebiet des Nationalparks befinden sich 56 Gemeinden mit ca. 172.500 Einwohnern.

## Geographie

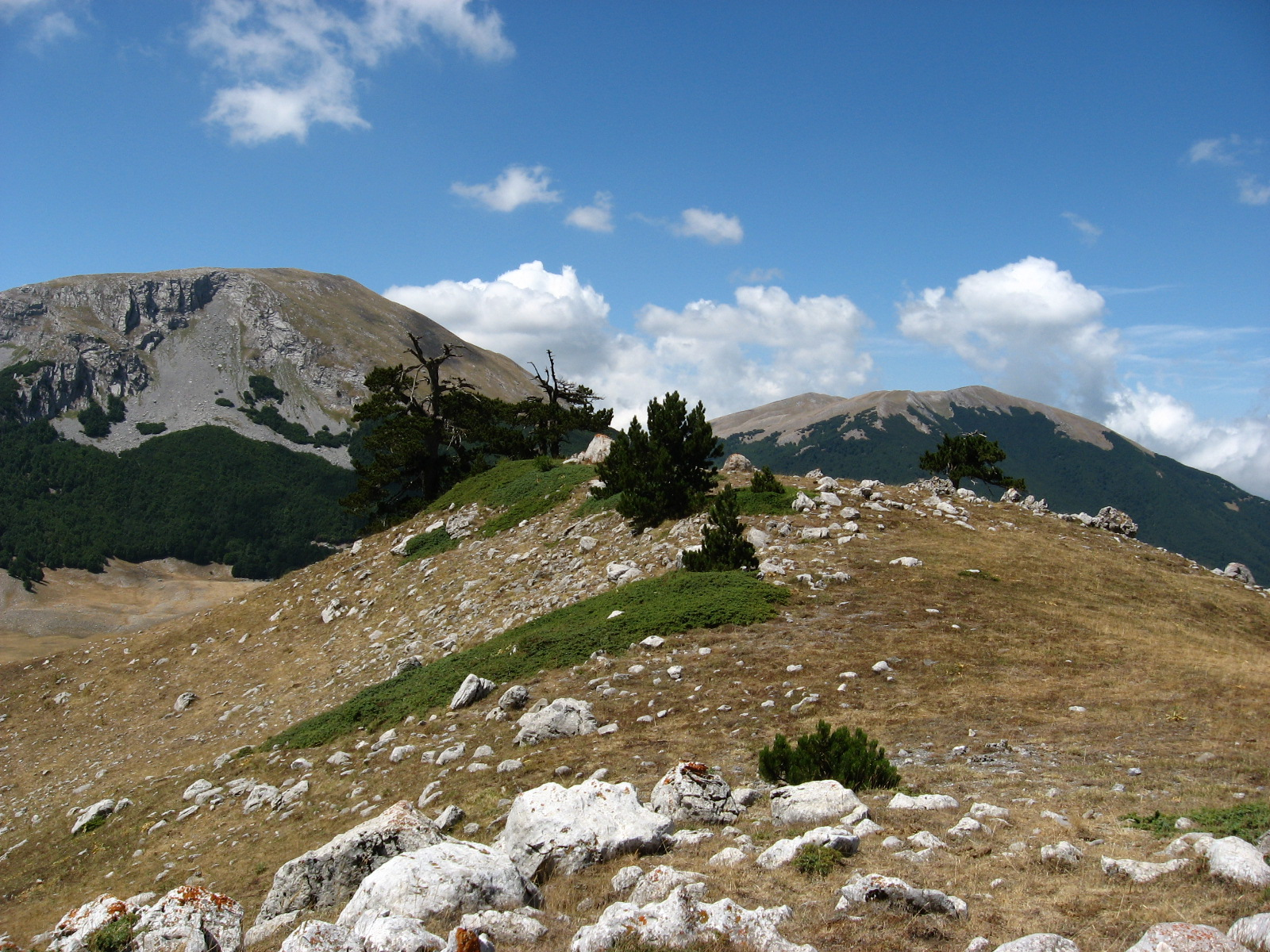
Monte Pollino und Serra del Prete von einem Bergrücken westlich des Serra delle Ciavole gesehen

Die höchsten Berge des Pollino verlaufen in West-Ost-Richtung, wie etwa der Monte Cerviero (1443 m s.l.m.), die Montagna di Grasta (1465 m s.l.m.), die Coppola di Paola (1919 m s.l.m.), die Serra del Prete (2181 m s.l.m.), der Monte Pollino (2248 m s.l.m.), die Serra Dolcedorme (2267 m s.l.m.) und die Serra di Crispo (2053 m s.l.m.). Sie bilden mit ihren rauen Gipfeln das Kerngebiet des Parks. Außerdem wird die Landschaft durch zahlreiche Flüsse und Bäche geprägt, zum Beispiel der Torrente Raganello (32 km), der Torrente Peschiera (17 km) und der Fiume Lao, die über Klippen, Wasserfälle und entlang eines alten Baumbestandes durch den gesamten Nationalpark fließen. Durch Erosion entstanden im Laufe der Jahrtausende spektakuläre Schluchten, wie etwa die Grande Gola del Lao, die Gola della Garavina und die Gola del Barile. Die Wände der Gola del Raganello steigen bis zu 700 Metern steil in die Höhe. Das kalksteinreiche Gebiet verfügt über sehenswerte Höhlen wie zum Beispiel die Grotta di Piezze, die Grotta di San Paolo und vor allem die 1961 wiederentdeckte Grotta del Romito. Berühmt wurde der 34 m lange Felsüberhang mit der daran anschließenden 25 m langen Höhle durch den Fund von steinzeitlichen Felsritzzeichnungen. Ausgrabungen in den 1960er Jahren förderten die detailgetreue Darstellung zweier Urrinder auf einem Felsblock zutage.
Die geologischen Besonderheiten im Nationalpark wurden 2015 als UNESCO Global Geopark zertifiziert.

### Berge und Flüsse
| Serra Dolcedorme     | (2267 m) |
| Monte Pollino        | (2248 m) |
| Serra del Prete      | (2181 m) |
| Serra delle Ciavole  | (2127 m) |
| Serra di Crispo      | (2053 m) |
| Cozzo del Pellegrino | (1987 m) |
| La Mula              | (1935 m) |
| Monte Alpi           | (1900 m) |
| Monte Caramolo       | (1827 m) |
| La Montea            | (1825 m) |
| Monte La Caccia      | (1744 m) |

| Sinni      | (97 km) |
| Lao        | (64 km) |
| Coscile    | (49 km) |
| Esaro      | (44 km) |
| Sarmento   | (36 km) |
| Raganello  | (32 km) |
| Frido      | (25 km) |
| Abatemarco | (20 km) |
| Rosa       | (19 km) |
| Argentino  | (19 km) |
| Peschiera  | (17 km) |

## Flora und Fauna

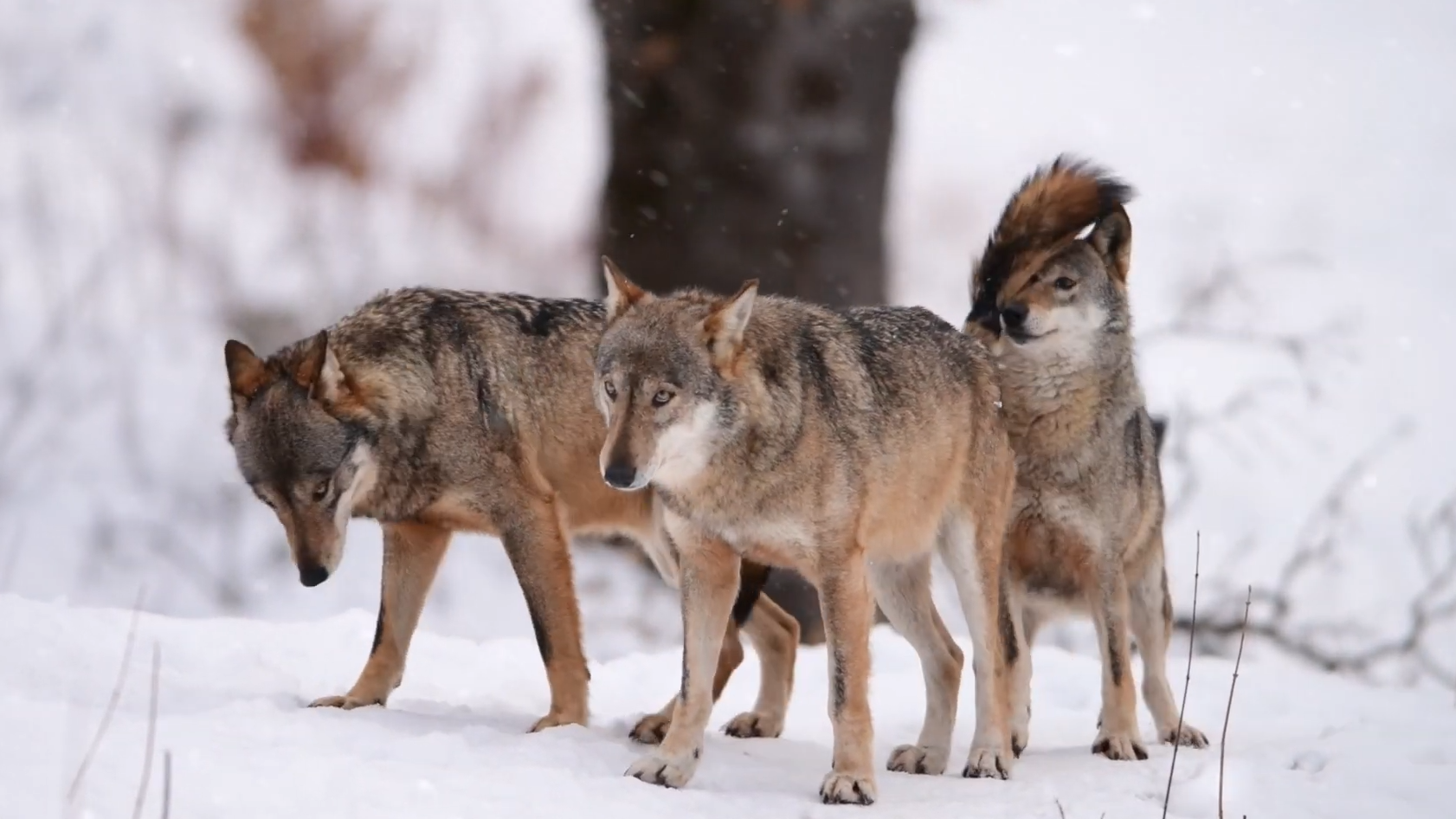
Italienischer Wolf

Der Nationalpark verfügt über ausgedehnte Buchenwälder, entlegene Hochweiden, Weißtannen und seltene Panzerföhren (Lateinisch: Pinus heldreichii H. Christ, Syn.: Pinus leucodermis Antoine). Die Silhouette dieser auffallenden Kiefernart bildet das Emblem des Pollino-Nationalparks. In den geschützten Felswänden der Canyons konnten Königsadler überleben. Im Gebiet des Timpa di San Lorenzo (1652 m) sind Geier und Uhu heimisch. In der Gegend der Falconara (1656 m) ist neben dem Wildschwein auch der Apenninwolf in der ganzen Basilikata verbreitet. Trotz starker Gefährdung (heute nur noch rund 30 Exemplare), ist er nie ganz aus dem Pollino-Gebirge verschwunden. Murmeltier, Steinmarder und europäischer Iltis halten sich in den Wäldern auf. In den weitläufigen Buchen- und Weißtannenwäldern, die sich von der Mitte des Parks Richtung Norden in 1000 bis 1900 Metern Höhe erstrecken, gibt es den Mauerläufer, den Schwarzspecht, den Kolkraben und das Steinhuhn. In der bis zu 700 Meter hohen Schlucht des Raganello und im Gebiet der Timpa San Lorenzo nisten Steinadler und Uhu. Die zahlreichen Wasserläufe des Pollino bieten ideale Lebensbedingungen für Bergforelle, Fischotter und Brillensalamander.

## Geschichte

### Waldbrände 2007
Ende Juli 2007 fielen 6267 Hektar des Pollino-Nationalparks massiver Brandstiftung zum Opfer. Hinter der Brandstiftung wurde organisierte Kriminalität vermutet. Der Leiter des Parkes, Domenico Pappaterra, sagte spontan und schockiert: „Der Nationalpark ist verwüstet und in eine Mondlandschaft verwandelt worden. Wir erleben hier eine Umweltkatastrophe. Die Flammen haben den schönsten Teil des Parks zerstört.“ Tatsächlich waren 3,1 % der gesamten Parkfläche betroffen, die „wertvollsten Flächen“ wurden verschont (z. B. das zentrale Massiv mit Monte Pollino, Serra di Crispo und den Hochebenen dazwischen, wo die meisten Panzerföhren stehen). Als Konsequenz der Waldbrände wurde ein Plan zur Verhinderung von Bränden entwickelt, der auf dem Einsatz von Freiwilligen aus Zivilschutz und lokalen Vereinen beruht.

### Sturzbach 2018
Am 21. August 2018 tötete ein Schwall, der nach heftigem Regen auftrat, 10 Wanderer in der Schlucht des Torrente Raganello.